# Robin la noisette
Pour les articles homonymes, voir Robin.
Robin la noisette est une bande dessinée réalisé par Lupano et Noawatl. C'est l'histoire d'une noisette qui est sans doute inspirée de Robin des Bois car elle a les mêmes ambitions. Cependant, celle-ci est vulnérable, triste et peureuse. Tous les personnages sont des fruits secs ou pas. Elle se bat contre le shérif qui est une mûre. Delanoye (un gland) se charge de faire son éducation. Cette bd parait dans le journal de Spirou Hebdo.